# Andreas Dackell
Andreas Lars Dackell (født 29. december 1972 i Gävle, Sverige) er en svensk tidligere ishockeyspiller, og olympisk guldvinder med Sveriges landshold.
Dackell spillede på klubplan en årrække i hjemlandet hos hockeyliga-klubben Brynäs IF i sin fødeby, og spillede også i alt otte sæsoner i den nordamerikanske NHL-liga hos henholdsvis Ottawa Senators og Montreal Canadiens.
Med det svenske landshold vandt Dackell guld ved OL 1994 i Lillehammer og bronze ved OL 1988 i Calgary. Derudover blev det til sølv ved VM 1995 på hjemmebane og bronze ved VM 1994 i Italien.

## OL-medaljer
- 1994:  Guld

## VM-medaljer
- 1995:  Sølv
- 1994:  Bronze